# Процентиль
Процентиль (персентиль, англ. Percentile, также percentile score) — это значение, которое заданная случайная величина не превышает с фиксированной вероятностью, заданной в процентах. Таким образом, {\displaystyle n}-й процентиль — это то же, что {\displaystyle {\frac {n}{100}}}-й квантиль.

## Описание
Этот термин был впервые использован в 1885 году статистиком Фрэнсисом Гальтоном. Это мера, в которой процентное значение общих значений равно этой мере или меньше таковой. Например, 90% значений данных находятся не выше 90-го процентиля, а 10% значений данных находятся выше 90-го процентиля.

## Простая интерпретация
{\displaystyle n}-й персентиль является таким значением {\displaystyle t}, что в анализируемой выборке {\displaystyle n}% значений меньше или равны {\displaystyle t}, а оставшиеся—больше чем {\displaystyle t}.
Пример:
«90-й процентиль массы тела у новорожденных мальчиков составляет 4 кг»
Это означает, что 90 % мальчиков рождаются с весом, меньшим либо равным 4 кг, а 10 % мальчиков рождаются с весом более 4 кг.

## Особенности интерпретации процентилей
Рассмотрим 2 случая:

1) Из 100 мальчиков 10 % весят более 4 килограммов. Еще 1% мальчиков весит ровно 4 кг, остальные 89% весят не более 1 кг.
2) Из 100 мальчиков 10 % весят более 4 килограммов. Еще 85% мальчиков весят ровно 4 кг, остальные 5% весят не более 1 кг.

Несмотря на то, что оба этих примера соответствуют описанию «90-й процентиль массы тела у новорожденных мальчиков составляет 4 кг», описываемые ситуации различны:
В первом случае 89% новорождённых имеют аномально низкий вес ({\displaystyle \leq } 1кг), что является признаком системной проблемы с донашиваемостью детей,
а во втором случае аномально низкий вес наблюдается лишь у 5% новорождённых.